# Włodzimierz Gulgowski
Włodzimierz Gulgowski (także Wlodek Gulgowski, ur. 13 lutego 1944 w Łodzi) – polski pianista jazzowy, kompozytor i aranżer. Studiował w klasie fortepianu w warszawskiej PWSM.

## Działalność zawodowa
Zadebiutował jako pianista w amatorskim zespole grającym muzykę swing, a następnie współpracował z New Orleans Stompers. Z zespołem tym brał udział w nagraniach płytowych (listopad 1963). Na Międzynarodowym Festiwalu Muzyki Jazzowej Jazz Jamboree w Warszawie w 1963 roku wystąpił jako pianista Kwartetu Zbigniewa Namysłowskiego (z Czesławem Bartkowskim, Tadeuszem Wójcikiem i Z. Namysłowskim). Z zespołem tym wziął udział w wielu koncertach i nagraniach. W roku 1965 wraz z innymi polskimi muzykami jazzowymi wystąpił w filmie Jazz aus Polen (reż. Janusz Majewski, realizacja Joachim Berendt dla telewizji RFN).
Niedługo później wyemigrował do Szwecji, gdzie zaczął współpracować z czołowymi zespołami jazzowymi Skandynawii i USA. Sporo komponował na potrzeby filmu, telewizji i radia. W wielu nagraniach towarzyszył mu Z. Namysłowski, Gulgowski współpracował też z amerykańskim perkusistą Tonym Williamsem. W 1974 roku Michał Urbaniak zaprosił Gulgowskiego do zrealizowania wspólnych koncertów w USA. Zaowocowało to nie tylko wspólnymi występami, lecz także dwiema płytami długogrającymi.
Gdy wrócił do Szwecji, założył własny zespół, który nazwał Made in Sweden z perkusistą Steve’em Gaddem i kontrabasistą Anthonym Jacksonem. Sam Gulgowski grał na keyboardzie.
Przez pewien czas współpracował z czołowym szwedzkim zespołem popowym ABBA, dla którego pisał aranżacje i z którym współpracował jako instrumentalista w nagraniach. W Norwegii pomagał w aranżacjach utworów grupy Alex z polską wokalistką Aleksandrą Naumik Sandøy.
W roku 1978 rozpoczął współpracę z gitarzystą Alem Di Meolą. Koncertowali wspólnie w wielu krajach Europy, a także w USA.
Wielokrotnie namawiany przez kolegów, by wystąpić w Polsce, odmawiał, ponieważ obawiał się, że władze nie pozwolą mu wrócić do Szwecji. Zdecydował się dopiero w 1981, by wziąć udział w Międzynarodowym Festiwalu Pianistów Jazzowych w Kaliszu. Impreza ta rozpoczęła się 11 grudnia i miała trwać 3 dni. W kolejnym dniu festiwalu wystąpił m.in. Gulgowski (z solowym Tribute to F. CH. – pamięci Fryderyka Chopina). W dniu kolejnym, 13 grudnia, o godzinie 4 nad ranem pianista dowiedział się z radia BBC, że w Polsce wprowadzono właśnie stan wojenny. Swą dawną ojczyznę opuścił dopiero po wielu perypetiach.
Później przyjechał do Polski w 1984 na Jazz Jamboree, gdzie zagrał z zespołem Latin Lover (z Hectorem Bingertem, José Pérezem oraz Jorge Sadim).

## Dyskografia
- 1963 EP Brigitte Petry
- 1965 LP New Orleans Stompers Warszawscy Stompersi
- LP Home Włodzimierz Gulgowski
- 1976 LP Soundcheck Włodek Gulgowski
- 2004 CD 13 Works For Piano Włodek Gulgowski, Niklas Sivelöv[2]
- 2020 CD Beyond Infinity Włodek Gulgowski[2]